# بيتر جونسون (مؤرخ)
بيتر جونسون (بالإنجليزية: Peter Johnson)‏ هو مصور ومؤرخ وصحفي وكاتب بريطاني، ولد في 1949.